# Война Одоакра с ругами
Война Одоакра с ругами — военный конфликт 487—488 годов между государством Одоакра и Ругиландом, начавшийся из-за интриг византийского императора Зинона; несмотря на сопротивление ругов, война привела к уничтожению их королевства.

## Исторические источники
О войне Одоакра с ругами сообщается в нескольких раннесредневековых исторических источниках: «Житии святого Северина» Евгиппия, «Старших Венских фастах», «Копенгагенском продолжении „Хроники“ Проспера Аквитанского», хрониках Кассиодора, Анонима Валезия и Иоанна Антиохийского, «Панегирике Теодориху» Магна Феликса Эннодия и «Истории лангобардов» Павла Диакона.

## Предыстория

### Государство Одоакра

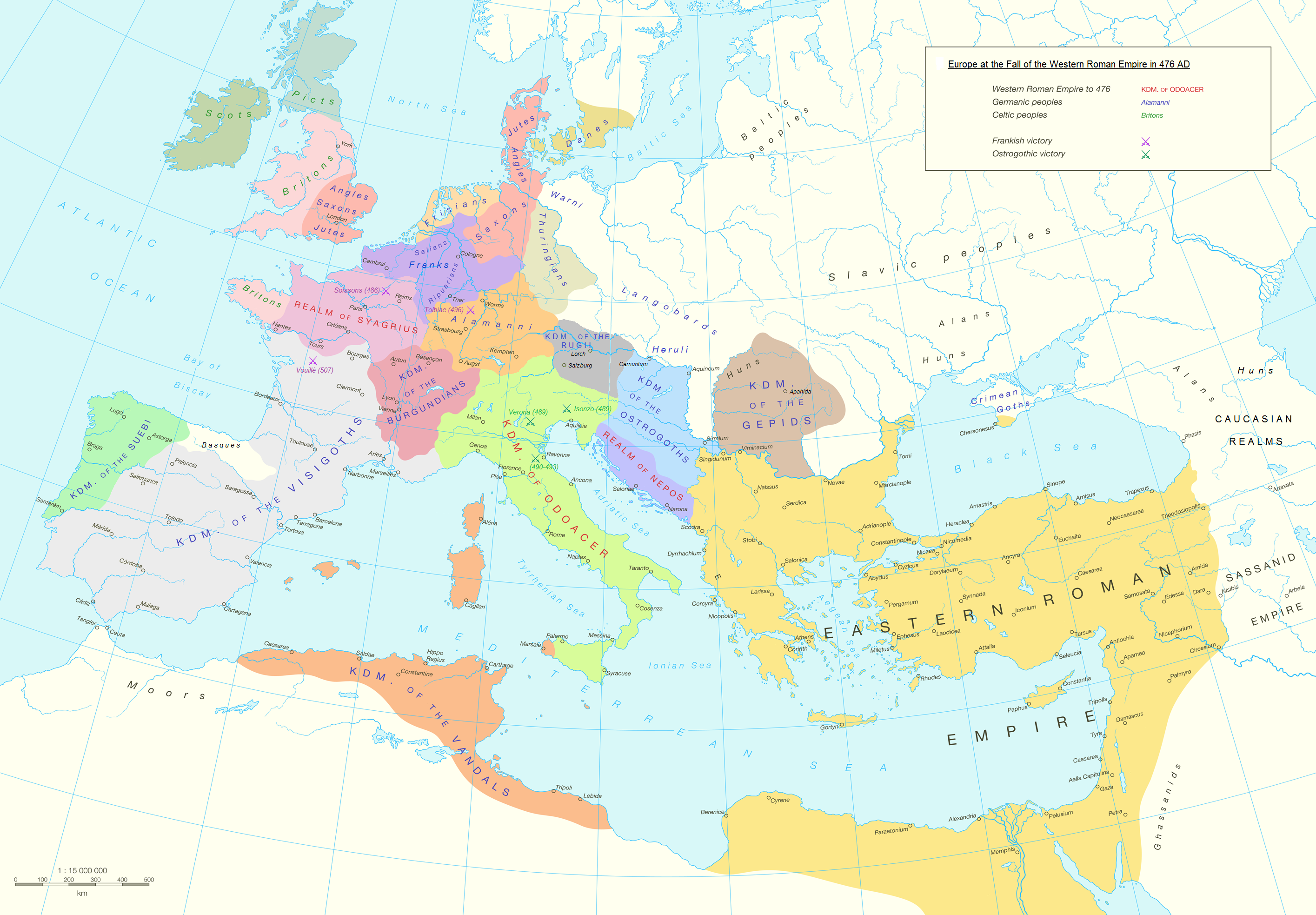
Европа и Ближний Восток в 476 году

В 476 году предводитель германских федератов Одоакр сверг правителя Западной Римской империи Ромула Августа. Провозгласив себя властителем Апеннинского полуострова, он основал первое в истории Италии варварское королевство — государство Одоакра.
Хотя Одоакр был фактически самовластным правителем Римской Италии, под давлением византийского императора Зинона он должен был формально признавать над собой верховную власть жившего в Далмации Юлия Непота, лишившегося престола в 475 году. Однако после того как тот в 480 году был убит вблизи Салоны своими приближёнными, Одоакр стал проводить более независимую от императорского двора в Константинополе внешнюю политику. В том числе, в 481 или 482 году он совершил поход в Далмацию, казнил убийц Юлия Непота (комитов Виатора и Овиду) и присоединил эту часть бывшей Римской империи к своим личным владениям. Это стало одной из первых причин для разногласий между Одоакром и Зиноном.
Не способствовала сближению Одоакра и Зинона и религиозная политика правителя Италии. Так, после издания в 482 году византийским императором «Энотикона» Одоакр поддержал выступившее против этого декрета ортодоксальное итальянское духовенство.

### Королевство ругов
Союзником Одоакра был король ругов Фелетей. В 476 году отряды ругов участвовали в свержении Ромула Августа. Этот факт отразился в сведениях современных событиям источников, в которых Одоакр назывался не только вождём герулов и скиров, но и королём ругов. Предполагается, что придунайские руги в то время находились в зависимости от правителя Италии, возможно, сопоставимой со статусом римских федератов. В этом случае в обязанности Фелетея входила защита Норика и его границы вдоль Дуная от нападений алеманнов и тюрингов.
Королевство ругов занимало территории к северу от Дуная, от Фавианиса (современного Маутерн-ан-дер-Донау) до Бойодурума (современного Пассау). Известно, что Фелетей распространил сферу своего влияния на часть бывшей римской провинции Прибрежный Норик, а также контролировал земли между Венским Лесом и Энсом. Его королевская резиденция располагалась на месте современного города Кремс-ан-дер-Донау. Своему брату Фердеруху Фелетей дал в управление Фавианис — город на южном берегу Дуная, даже не находившийся в его непосредственной власти. В монастыре вблизи Фавианиса жил духовный глава норикских ортодоксальных христиан святой Северин. Несмотря на то, что королевская семья ругов поддерживала с Северином Норикским тесные отношения, сразу же после смерти святого в 482 году его монастырь был разграблен Фердерухом.

## Война

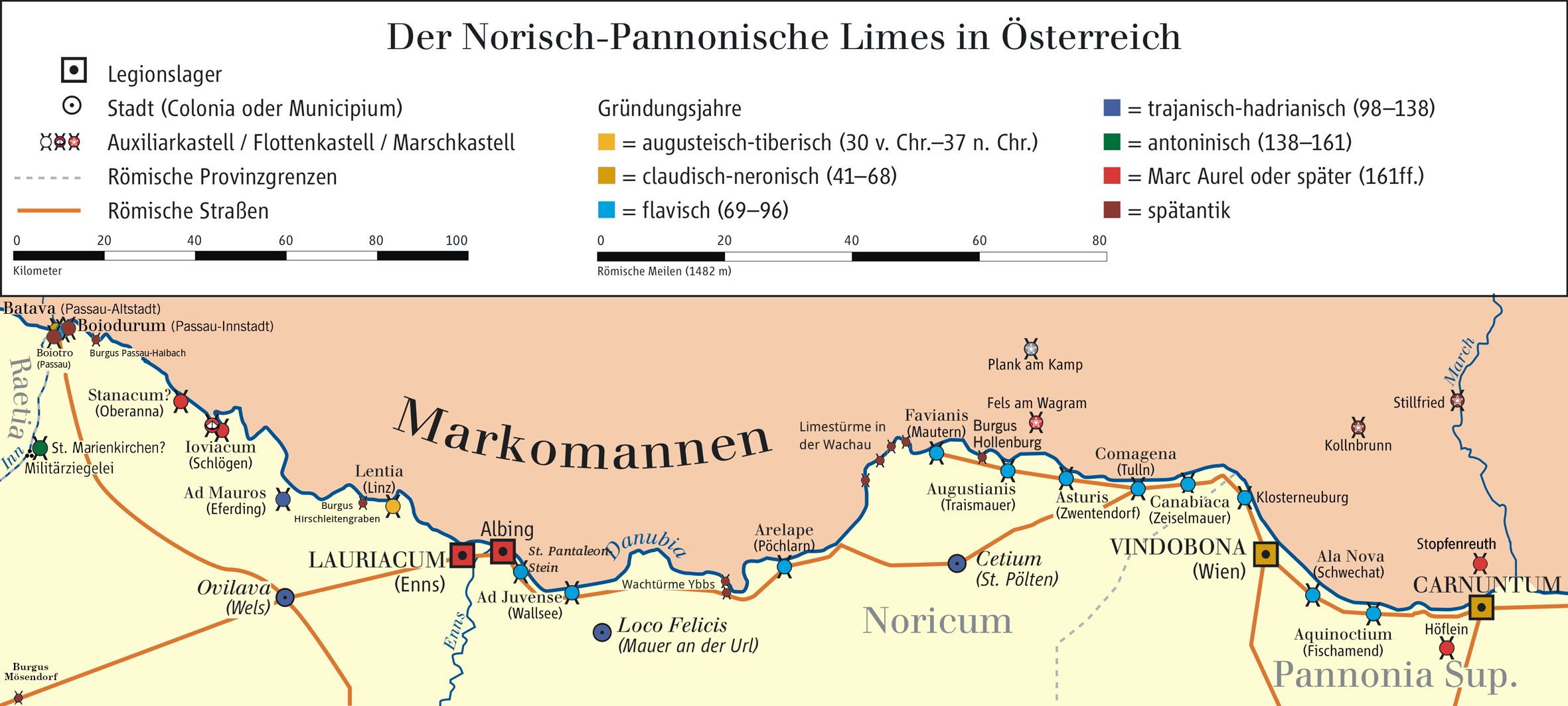
Норикский лимес римских времён

В 484 году против императора Зинона восстал полководец Илл, выдвинувший претендентами на престол сначала Маркиана, а затем Леонтия. Глава мятежников обратился с просьбой о военной помощи к Одоакру, правителям персов и армян. Посольство в Италию возглавлял к тому времени уже лишённый императорского титула Маркиан. Однако если восточные соседи Византии согласились помочь Иллу, то властитель Италии по неизвестным причинам категорично отклонил это предложение. Когда в 486 году Одоакр всё же решил поддержать Илла, Зинон убедил Фелетея разорвать союз с правителем Италии и начать подготовку к вторжению ругов на Апеннинский полуостров. Возможно, поиском союзников в предстоявшей войне следует объяснять свидетельства о посольстве, отправленном Фелетеем к королю остготов Теодориху Великому. Скорее всего, вовлекая Одоакра в войну с его бывшим союзником, император намеревался отвлечь правителя Италии от нападения на западные области Византии. Во вражде Зинона к Одоакру не исключены и мотивы мести императора человеку, поддержавшему узурпатора византийского престола. Для разрушения предпосылок к возникновению союза Одоакра и Илла Зинон использовал также и поощрительные меры, продолжая признавать назначенных правителем Италии римских консулов.
Первой жертвой конфликта между Одоакром и ругами стал сторонник мира с королём Италии Фердерух: под предлогом мести за разграбление монастыря святого Северина он был убит своим племянником Фридерихом. По утверждению Евгиппия, именно убийство Фердеруха дало повод Одоакру начать войну с придунайскими ругами.
По свидетельству анонимного автора «Копенгагенского продолжения „Хроники“ Проспера Аквитанского», первым военные действия начал Фелетей, совершивший нападение на владения Одоакра. Однако это вторжение было отбито. В других исторических источниках зачинщиком войны назван Одоакр, который в конце осени 487 года возглавил поход в Ругиланд и 15 ноября или 18 декабря в сражении около Венского Леса разгромил войско ругов. По утверждению Павла Диакона, войско Одоакра состояло из «племён, над которыми [он] давно господствовал, а именно туркилингов, герулов и части ругиев, которые уже давно находились под его властью, а также народов Италии». Фелетей и его жена Гизо были схвачены вблизи Дуная, привезены в Равенну (столицу тогдашней Италии) и здесь казнены. В «Копенгагенском продолжении „Хроники“ Проспера Аквитанского» утверждается, что война Одоакра с ругами была очень кровопролитной и её исход был не ясен. После ещё одного похода, предпринятого в 488 году братом Одоакра Онульфом и завершившегося новой победой над придунайскими ругами, Фридерих с оставшимися в живых воинами присоединился в Новах к остготам и признал над собой власть короля Теодориха Великого.
Пытаясь улучшить отношения с Зиноном, часть захваченных в войне с ругами богатых трофеев Одоакр в сопровождении магистра оффиций Андромаха отослал в Константинополь. По утверждению Иоанна Антиохийского, Зинон принял дар правителя Италии и поздравил того с победой. Возможно, такое поведение императора было лишь политической хитростью: Зинон «желал обмануть Одоакра и таким образом удержать его в спокойствии».
В том же 488 году по приказу Одоакра жители Норика римского происхождения были переселены комитом доместиков Пиерием на Апеннинский полуостров. Вместе с ними в Италию были перевезены и мощи Северина Норикского. Скорее всего, переселение было осуществлено из-за опасений Одоакра в невозможности эффективно контролировать эту отдалённую от Апеннинского полуострова территорию. Неизвестно, встретил ли Пиерий сопротивление переселению среди жителей Норика. Возможно, для учёта подлежавших к перемещению персон были использованы какие-то созданные ранее документы или Пиерий был вынужден провести перепись местных римлян самостоятельно. Однако не все пожелали переселиться в Италию, так как и в более позднее время упоминалось о существовании «епископа Норика», окормлявшего потомков здешних римлян. Отсутствие сведений о беспорядках в Италии, вызванных отчуждением территорий для множества переселенцев у прежних землевладельцев, свидетельствует об эффективности принятых Одоакром и Пиерием для организации этого процесса мер. Предполагается, что когда в середине 490-х годов перед королём остготов Теодорихом Великим встал вопрос о расселении своих единоплеменников на Апеннинском полуострове, отвечавший за это префект претория Либерий использовал для отчуждения земель остготам такие же меры, какие были использованы в 488 году.

## Последствия

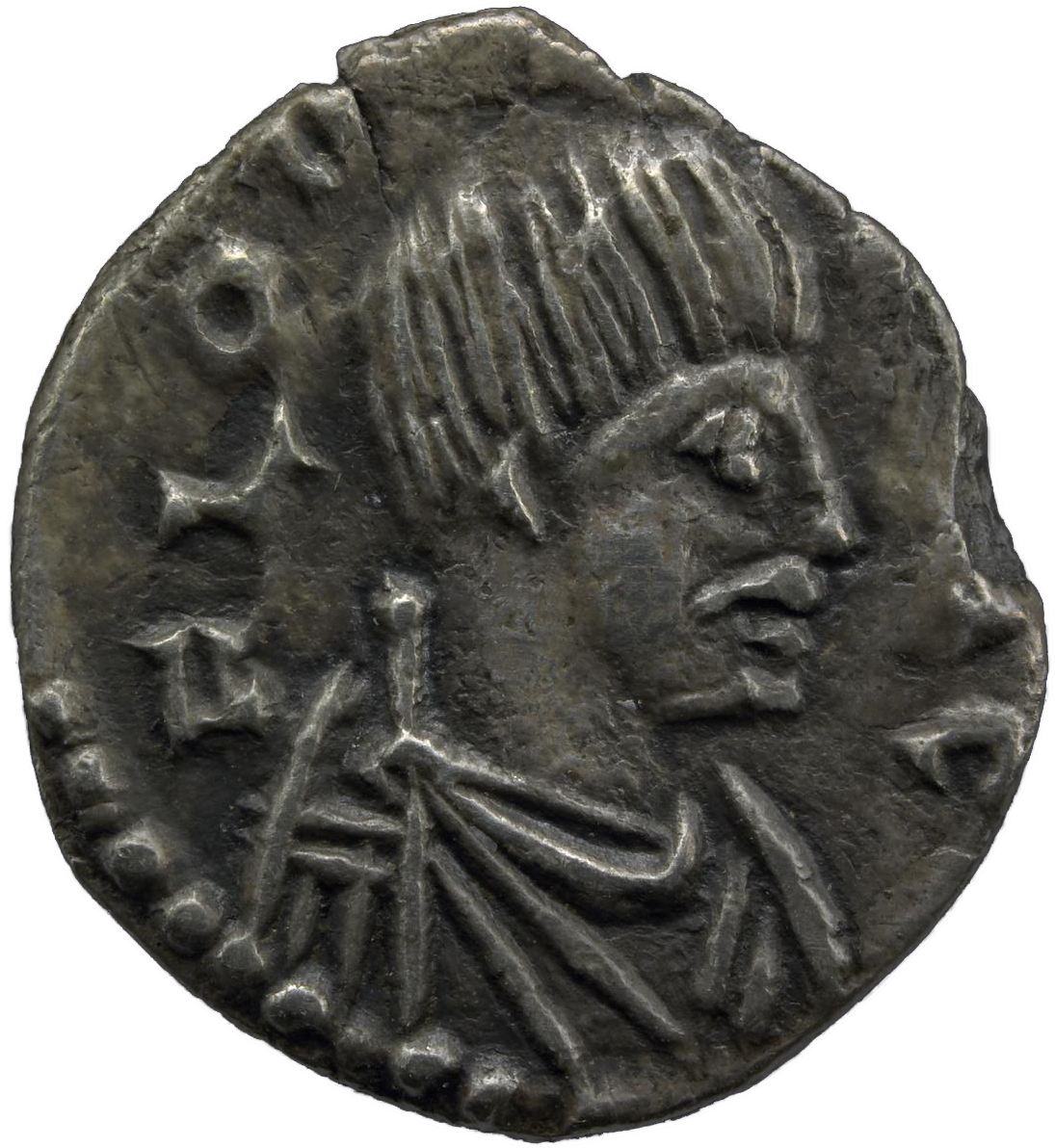
Монета из Британского музея с портретом Одоакра

События 487—488 годов положили конец существованию королевства ругов, территорию которого вскоре заняли переселившиеся сюда лангобарды во главе с королём Годехоком. После этого оставшееся население прибрежных к Дунаю территорий быстро дероманизоровалось и повторное его приобщение к романской культуре произошло только в конце VIII века при Карле Великом.
Несмотря на дипломатические усилия Одоакра, уничтожение Ругиланда привело к окончательному разрыву отношений между ним и Зиноном. В том же 488 году византийский император, к тому времени подавивший восстание Илла, стал инициатором переселения остготов Теодориха Великого на Апеннинский полуостров.
Когда в 493 году Теодорих Великий во время остготского завоевания Апеннинского полуострова собственноручно убил Одоакра, он оправдывал свой поступок кровной местью за своих убитых правителем Италии родственников. В сообщениях о гибели Одоакра не упоминается, кого из родичей Теодорих Великий имел ввиду. Однако, по одному из предположений, этими убитыми родственниками были Фелетей и Гизо.

## Комментарии
1. ↑  По другим интерпретациям этого свидетельства, Теодорих Великий мог мстить Одоакру или как скиру, в войне с которыми в 469 году погиб его дядя по отцу Валамир[10], или как мужу росомонки Сунигильды, единоплеменники которой в 370-х годах убили Германариха, одного из ранних остготских королей[64][65].